# قصر عبود (دار ناصر)
قصر عبود وهو أحد القصور الاثرية اليمنية ويقع في مدينة الشحر في محافظة حضرموت بناه الأمير ناصر بن ناجي بن بريك في عهد الدولة البريكية عام (1182هـ - 1768م).

## الأضافات التي تمت اضافتها للقصر
أضاف إليه السلطان عبد الله بن القعيطي طابقين أخريين على واجهتيه الشمالية والشرقية في عام (1296 ه 1878 م) ثم اضاف اليه الواجهة الجنوبية للقصر في عام (1309 ه 1891م) وأضاف إليه القعيطيون في عقد العشرينات والثلاثينات من القرن العشرين العديد من الغرف في الدور الثالث منها غرفتان هامتان واحدة منها استخدمت كغرفة نوم للسلطان والأخرى مع مرافقها خاصة بالمستشار البريطاني إبان الاحتلال البريطاني لجنوب اليمن، وقد استغلت الأجزاء الأخرى من القصرفي عهد السلطنة القعيطية كمقرات لإدارة حاكم الشحر، منها المحكمة الشرعية، والدوائر المالية والبريد والأمن، والمبنى اليوم قد اندثرت معظم أجزائه.